# Утакмице фудбалске репрезентације Мађарске 1919.
| Домаћин · 1919 | Гост · 1919 |

Фудбалска репрезентација Мађарске је током 1919. године имала три утакмице, све против Аустрије. Репрезентација Мађарске је два меча у Будимпешти извојевала победе, док је утакмицу у Бечу изгубила. Утакмица одиграна 6. априла 1919. године је једина репрезентативна утакмица која је организована током Мађарске Совјетске републике.
Савезни капетани националног тима су били:
- Акош Фехери 71.
- Фређеш Миндер 72, 73[note 1]

## Утакмице
| Мађарска            | 2 : 1 (1 : 1) | Аустрија    |
| ------------------- | ------------- | ----------- |
| Орт 45’ · Браун 80’ | Извештај      | Вондрак 21’ |

| Аустрија               | 2 : 0 (2 : 0) | Мађарска |
| ---------------------- | ------------- | -------- |
| Бауер 41’ · Уридил 44’ | Извештај      |          |

| Мађарска                | 3 : 2 (3 : 0) | Аустрија              |
| ----------------------- | ------------- | --------------------- |
| Патаки 7’ 29’ · Орт 27’ | Извештај      | Хансл 58’ · Тремл 79’ |

Састав репрезентације Мађарске на 71. утакмици
Карољ Жак, Ференц Заћко, Карољ Фогл II, Вилмош Кертес II, Јожеф Гинг, Ђерђ Туру, Јожеф Браун, Калман Конрад II, Ђерђ Орт, Алфред Шафер, Петер Сабо
- Селектор: Акош Фехери[2]

Састав репрезентације Мађарске на 72. утакмици
Карољ Жак, Ђула Фелдман, Карољ Фогл II, Вилмош Кертес II, Ђерђ Орт, Ђула Злоћ, Шандор Немеш, Михаљ Патаки, Иштван Прибој, Јожеф Шалер, Рудолф Јени
- Селектор: Фриђеш Миндер[3]

Састав репрезентације Мађарске на 73. утакмици
Карољ Жак, Карољ Фогл II, Јанош Винер I, Вилмош Кертес II, Ђерђ Орт, Ференц Њул I, Јожеф Браун, Јожеф Винклер I, Михаљ Патаки, Имре Шлосер
- Селектор: Фриђеш Миндер[4]

## Играчи репрезентације
| - Карољ Жак - Карољ Фогл - Ђерђ Орт - Јожеф Браун - Михаљ Патаки - Калман Конрад - Рудолф Јени - Имре Шлосер |